# Carl Lagerberg
Carl Lagerberg, född 14 juni 1708 på Brunntorp i Skaraborgs län, död 7 mars 1767 i Stockholm, var ett svenskt riksråd, justitiekansler och politiker, tillhörande ätten Lagerberg. 
Lagerberg blev inskriven 1730 som auskultant i Svea hovrätt och lagkommissionen. Han erhöll flera gånger förtroendet att föra protokollet vid föredragningen av justitieärenden i riksrådet, samt var vid ett par tillfällen notarie- och sekreterare i kommissioner över amiralitetet i Karlskrona. Hans duglighet belönades 1736 med advokatfiskalsämbetet i hovrätten och året därefter med sekreterareplatsen i kammarrevisionen. 
Lagerberg deltog även i politiken, och tillhörde i motsats till sin farbror (se nedan) Hattarna. Av dessa placerad i sekreta utskottet vid 1742–1743 och 1746–1747 års riksdag, visade han där större kompromissvilja än majoriteten i sitt parti. Efter riksdagens slut utnämndes han 1747 till assessor i Svea hovrätt, 1748 till revisionssekreterare och 1753 till justitiekansler. 1755 fick han plats i riksrådet, där hans moderata linje snart ställde honom i motsättning till Hattarnas radikala falang, och i linje med detta motsatte han sig på det bestämdaste krigsförklaringen mot Preussen 1757. I handelspolitiken hyllade han tullskyddet och utarbetade 1756 års stränga överflödsförordning. 
Lagerberg, som 1757 blev serafimerriddare och 1758 erhöll friherrlig värdighet men inte tog introduktion som friherre på riddarhuset, förordnades 1765 att presidera i lagkommissionen, och fortsatte att hävda en moderat linje till sin död.

## Genealogi
Carl Lagerberg var brorson till riksrådet Swen Lagerberg och son till godsägaren Johan Lagerberg och Ingeborg Rydingstjerna. Han gifte sig första gången 1744 med Hedvig Katarina Danckwardt-Lillieström och andra gången 1747 med hennes kusin Katarina Maria Danckwardt-Lillieström. Han var stamfader för den friherrliga och ointroducerade ätten Lagerberg samt släkt med generalen Carl Sven Axel Lagerberg.